# Galegos (Póvoa de Lanhoso)
Galegos is een plaats (freguesia) in de Portugese gemeente Póvoa de Lanhoso en telt 629 inwoners (2001).

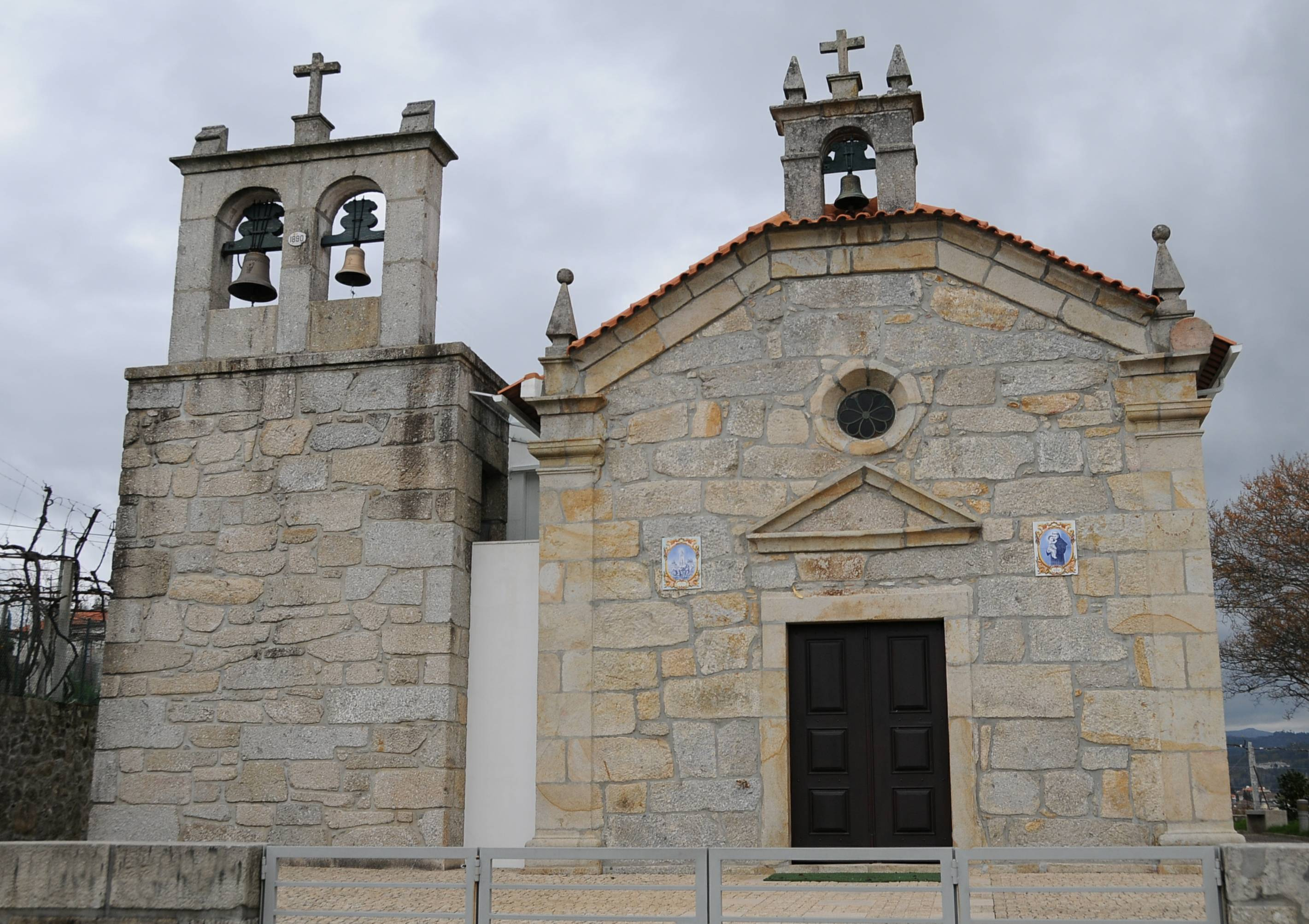
Kerk van Galegos

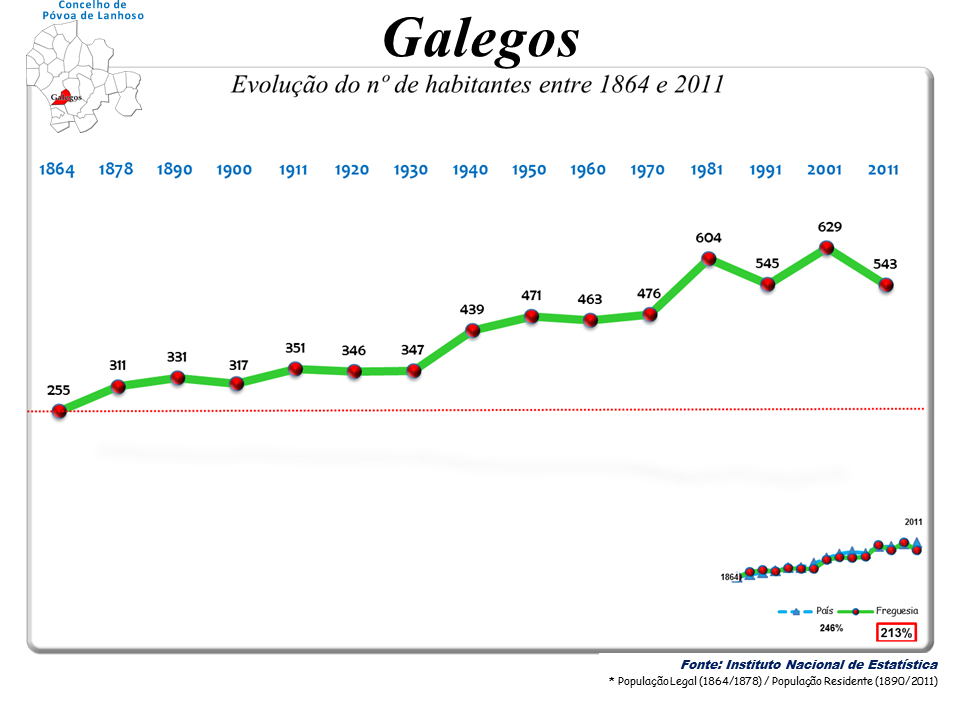
Bevolkingsontwikkeling tussen 1864 en 2011